# Barron Hilton
Pour les articles homonymes, voir Hilton et Barron.
William Barron Hilton (23 octobre 1927 - 19 septembre 2019) est un homme d'affaires, philanthrope et sportif américain. Deuxième fils et successeur de Conrad Hilton, fondateur des hôtels Hilton, il a été président-directeur général de la Hilton Hotels Corporation et président émérite de la Fondation Conrad N. Hilton. Propriétaire initial des Los Angeles Chargers, Barron Hilton a fondé l'American Football League et contribué à sa fusion avec la National Football League, à l'origine du Super Bowl. Comme son père avant lui, il a légué 97 % de sa fortune pour des causes humanitaires à la fondation Conrad N. Hilton ce qui en fait le donateur le plus important. 

## Jeunesse
Né à Dallas, au Texas, Barron Hilton est le fils de Mary Adelaide (née Barron) originaire du Kentucky, et de Conrad Nicholson Hilton, d'origine norvégienne et allemande. Il a eu trois frères et sœurs, Conrad Nicholson Hilton, Jr., Eric Michael Hilton et Constance Francesca Hilton. 
Fasciné dès l'enfance par l’aviation,  il apprend à piloter à l’âge de 17 ans. Pendant la Seconde Guerre mondiale, il sert en tant que photographe dans la Marine. Après la guerre, il fréquente l'école aéronautique de l'université de Californie du Sud, où il obtient sa qualification bimoteur à 19 ans. 

## Début de carrière, Los Angeles Chargers
Avant de rejoindre son père dans l'industrie hôtelière, Barron Hilton perfectionne ses compétences d'homme d'affaires dans plusieurs entreprises. Il acquiert la distribution de Vita-Pakt Citrus Products dans la région de Los Angeles, cofonde la MacDonald Oil Company et crée l'Air Finance Corporation, l'une des premières entreprises de leasing d’aéronefs du pays. En 1954, il est élu vice-président des hôtels Hilton, dirigeant les opérations de franchise de la société et créant la carte de crédit Carte Blanche destinée aux clients de la société. 
En 1959, Lamar Hunt lui offre la franchise de Los Angeles dans la nouvelle Ligue américaine de football. Hilton nomme son équipe les Chargers, mais niera l'avoir fait pour créer une synergie avec ses nouvelles cartes de crédit. Un fan avait nommé le nom dans un concours et Hilton l’avait choisi en raison de l’appel aux clairons et de "Charge!", des acclamations qui ont souvent retenti lors des matchs de football de l'USC au Los Angeles Memorial Coliseum. Les Chargers ont commencé à jouer au Coliseum en 1960, mais malgré la victoire de la division Ouest, le club a eu du mal à rivaliser avec les Rams de la National Football League dans leur propre stade. Pour la saison 1961, Hilton déplace l'équipe à San Diego et joue dans le stade Balboa, dont la capacité est étendue à 30 000 places.  
Hilton commence à travailler avec les journaux locaux pour susciter un soutien en faveur de la construction d'un stade ultramoderne. Encouragé par le rédacteur sportif de San Diego Union, Jack Murphy, entre autres, la décision est prise en 1965 et les Chargers commencent à jouer dans le nouveau stade de San Diego en 1967. Avec la disponibilité d'un nouveau stade, la ville a reçu une nouvelle franchise de la Ligue nationale de baseball et les Padres de San Diego commencent à jouer en 1969. Renommé Jack Murphy Stadium après le décès de celui-ci en 1980, le stade est maintenant connu sous le nom de SDCCU Stadium. 
En 1965, Barron Hilton devient président de l'AFL et contribue à la fusion entre l'AFL et la NFL, annoncée en 1966, à l'origine du Super Bowl. Au total, les Chargers ont remporté cinq titres de division et un championnat AFL au cours des six années que passe Barron Hilton à la barre du club. En 1966, les administrateurs de Hilton Hotels Corporation demandent à Barron Hilton de succéder à son père en tant que président-directeur général de la société, à condition qu'il renonce à ses responsabilités dans le football. Il vend sa participation majoritaire dans l'équipe pour 10 millions de dollars - un record pour une franchise de sport professionnel à l'époque - après un investissement initial dans des frais de franchise de 25 000 $ seulement. 
Avec la mort de Ralph Wilson des Bills en 2014, Hilton était le dernier membre survivant du Foolish Club, ainsi que les propriétaires initiaux de l'AFL s'appelaient eux-mêmes, ayant dû payer les coûts de démarrage et les salaires des joueurs nécessaires pour rivaliser avec les habituels franchises de NFL. 

## Hôtels Hilton
Une fois à la tête de la Hilton Hotels Corporation, Barron Hilton se montre vite digne du talent de son père en matière de contrôle des coûts et de transactions immobilières. En 1970, il convainc le conseil d’administration de s’étendre à Las Vegas en achetant l’International et le Flamingo au financier Kirk Kerkorian. Hilton Hotels devient ainsi la première entreprise cotée à la Bourse de New York à s’aventurer sur le marché des jeux. Rebaptisés Las Vegas Hilton et Flamingo Hilton, les deux hôtels  exploitent une nouvelle source de revenus avec le jeu, dans un État où celui-ci est légal depuis 1931. Barron avait également deviné que Las Vegas deviendrait une destination de premier plan pour les congrès, concentrant la force de sa société sur ce segment de marché important. 
Hilton a personnellement introduit deux innovations qui sont devenues des caractéristiques standard des casinos du monde entier. Faisant appel à sa formation en photographie, il a installé des caméras vidéo dans tous les casinos pour remplacer le système "œil dans le ciel" d'observateurs scrutant les miroirs à double sens du plafond. Il a également introduit les machines à sous progressives Pot o 'Gold qui ont généré des jackpots records, assurant une publicité gratuite dans le monde entier. [réf. nécessaire]
Las Vegas est devenue également la capitale mondiale autoproclamée du spectacle. Elvis Presley a été le plus réussi et le plus spectaculaire de toutes les têtes d'affiche au Hilton et au Flamingo. Après une décennie au cinéma, il recommence à se produire en public en 1969, à l’ouverture de l’International (quelques années plus tard, renommé le Hilton de Las Vegas). Il joue ensuite au Las Vegas Hilton deux mois par an (deux spectacles par nuit, sept nuits par semaine) jusqu'à sa mort, en 1977. Presley a établi un record mondial du divertissement au Hilton de Las Vegas en remplìssant 837 concerts consécutifs. Le Las Vegas Hilton a également laissé son empreinte sur la boxe en accueillant la fameuse défaite de Muhammad Ali face à Leon Spinks en 1978, ainsi que le tournoi des poids lourds 1986-1989 qui a révélé Mike Tyson. [réf. nécessaire]
L'expansion de la société dans le Nevada a eu un impact immédiat sur ses résultats. En 1972, les deux complexes contribuaient à 45% du revenu de la société soit un revenu presque équivalent à celui des 160 autres hôtels Hilton des États-Unis. 
En 1975, Hilton vend à Prudential Insurance Company pour 83 millions de dollars une participation de 50% dans six des plus grands hôtels de la société. Il a pris un bail pour gérer les propriétés, en percevant des honoraires de gestion lucratifs et un pourcentage de leurs bénéfices bruts. Peut-être plus important encore, la vente a prouvé que ces hôtels valaient le double de leur valeur comptable, démontrant ainsi la valeur sous-jacente des actifs immobiliers de la société. La transaction a également amélioré la valeur des actions détenues par chaque actionnaire de HHC. Hilton a utilisé le produit de la vente pour rembourser une dette à taux d’intérêt élevé et racheter 20% des actions de la société, le tout au taux du marché, qui se négociait toujours bien en dessous de la valeur comptable de la société. 
Hilton a continué à développer la chaîne hôtelière nationale par le biais du franchisage et de l'acquisition sélective de contrats de gestion et d'hôtels dans les marchés émergents. En 1977, il achève l'acquisition du Waldorf-Astoria que son père avait initiée 28 ans plus tôt : en effet, en 1949, Conrad Hilton avait racheté la société d’exploitation de l’hôtel et son bail de 30 ans, le bâtiment et les terrains appartenant toujours à la division immobilière du Penn Central Railroad. Sachant que le contrat de location expirait en 1979, Hilton négocie pour seulement 35 millions de dollars l’achat de l’hôtel et de l’immobilier, dont la valeur actuelle est estimée à environ 1 milliard de dollars. 
Tandis que ses concurrents se propageaient agressivement à travers les États-Unis dans les années 80, Barron s'est bien défendu en réhabilitant ses propres hôtels et en augmentant ses revenus à Las Vegas. Grâce à une série d'agrandissements au Flamingo Hilton et au Las Vegas Hilton, la société a presque triplé sa capacité à Las Vegas en 1990, passant de 2277 à 6703 chambres. Il a également lancé Conrad International dans les années 80  et Hilton Garden Inn dans les années 90  ajoutant deux marques qui couvraient d'importants niveaux de prix à des points opposés du spectre des prix de l'hébergement. [réf. nécessaire]
Contrairement à son pari sur le jeu, Hilton a acquis une réputation bien méritée de financier prudent. Après avoir vu son père lutter pour surmonter les effets de la Grande Dépression américaine et de la Seconde Guerre mondiale, il a maintenu le bilan le plus solide du secteur. Au cours de ses 30 années en tant que PDG, il a maintenu un faible ratio dette / capital et une cote de crédit élevée, ce qui lui a permis de dévorer des propriétés telles que Bally's Reno (anciennement MGM Grand Hotel et Casino-Reno). Ce complexe de 2000 chambres a été ouvert en 1978 pour 230 millions de dollars et acheté par Hilton en 1992 pour 88 millions de dollars. Avec des liquidités abondantes et de nombreux investissements liquides, il a pu surmonter les inévitables récessions et interruptions d'activité qui ont frappé l'industrie du milieu des années 60 au milieu des années 90. 
Pendant la décennie suivante, Hilton reste président du conseil d’administration et son successeur, Steve Bollenbach, étend considérablement l’activité de la société grâce à une série de fusions et d’acquisitions. Des apports de capitaux amicaux à la fin des années 90 lui permettent d’acquérir des marques aussi populaires que Embassy Suites, Doubletree, Hampton Inn, Homewood Suites, Bally's et Caesars. Puis, en 2005, il rachète Hilton International, 38 ans après sa vente à TWA. Maintenant que la société est stratégiquement achevée, Bollenbach cède son activité de jeu, qui fusionne avec Harrah's en 2005 sous le nom Caesars Entertainment. En 2006, la société de jeux est acquise par deux fonds de capital-investissement, Apollo Management et Texas Pacific Group, et garde le nom de Caesars Entertainment. [réf. nécessaire]
Entre-temps, l’hôtellerie a continué de grimper en flèche. Avec le nom le plus connu et le plus respecté du secteur - et les marques nationales populaires prêtes à se développer à l'étranger - Hilton Hotels Corporation s'est avéré irrésistible pour le groupe Blackstone. En 2007, la société de capital-investissement achète Hilton Hotels Corporation, qui compte 2 800 hôtels et 480 000 chambres dans 76 pays. Blackstone a versé 47,50 dollars par action, soit une prime de 32% par rapport au cours de clôture du 2 juillet. La transaction en liquide, d’une valeur de 26 milliards de dollars, comprenait une dette de 7,5 milliards de dollars. 
Le vétéran de Host Hotels & Resorts, Chris Nassetta, a été embauché pour gérer la société, qui a été renommée Hilton Worldwide, Inc. et est désormais connue sous le nom de Hilton, Inc. Fêtant à présent son 100e anniversaire d'existence depuis que Conrad Hilton a acheté son premier hôtel, elle compte désormais 17 marques, 5 800 hôtels et 939 000 chambres dans 114 pays. Avec 373 000 chambres supplémentaires en projet  la société a pratiquement assuré la présence continue de la marque Hilton sur le marché mondial de l'hébergement au 21e siècle et au-delà. [réf. nécessaire]

## Fortune de la famille Hilton
Lorsqu'en 1979 le père de Barron Hilton, Conrad Hilton, meurt à 91 ans, il lègue 13,5 millions d'actions de Hilton Hotels Corporation, soit 97% de sa succession, à la fondation Conrad N. Hilton, une organisation à but non lucratif qu'il a créée en 1944 . 
Dans son testament, Conrad a également donné à Barron le droit d'acheter ces actions afin de conserver le contrôle familial de la société, mais la fondation a contesté l'option devant le tribunal des successions. Il a fallu une décennie pour résoudre le problème. Le droit de Hilton d'exercer son option a été confirmé par une décision de la cour d'appel en mars 1988, lui donnant le droit de vote sur environ 34% des actions en circulation de la société. Le legs de Conrad s'élevait à 160 millions de dollars à sa mort en 1979. Grâce au succès de la gestion de la Hilton Hotels Corporation par son fils, ces actions s’élevaient à 654 millions de dollars lorsque l'accord a été conclu à la fin de 1988. Dans un communiqué de presse publié après la décision favorable, Barron Hilton a déclaré que cela lui avait donné "la possibilité de structurer un arrangement en vertu duquel les deux objectifs de mon père, garder le contrôle du stock entre les mains de la famille et bénéficier d'une charité au travers de la Fondation Conrad N. ont pu être atteints. Je suis convaincu que mon père serait satisfait de cet accord. " 
L'accord a été finalisé en 1989. Ni Hilton, ni la fondation, n’ont dû payer pour les actions; ils les séparent à la place. Hilton a reçu 4 millions d’actions, la Fondation Conrad N. Hilton a reçu 3,5 millions d’actions et les 6 millions restants ont été placés dans la charitable remainder unitrust  W. Barron Hilton, dont l’exécuteur est Barron Hilton. De son vivant, celui-ci a touché 60% du revenu du trust, 40% revenant à la fondation, puis le fonds a été transféré à la fondation. 
Le 25 décembre 2007, Hilton a annoncé qu'il suivrait les traces de son père en laissant environ 97% de son patrimoine, estimé à l'époque à 2,3 milliards de dollars, à la Fondation Conrad N. Hilton,. Ce qui comprenait un don immédiat de 1,2 milliard de dollars, le produit de la vente de Hilton Hotels Corporation et de Harrah's Entertainment Inc., qui a été placée dans un charitable remainder unitrust devant être transféré à la fondation à la mort de Hilton, quelle que soit sa valeurà ce moment. Le reste des 97% de dons promis provient de ses avoirs personnels, estimés à 1,1 milliard de dollars à l'époque.     

## Carrière aéronautique
Barron Hilton naît l'année où Charles Lindbergh traverse l'Atlantique à bord du Spirit of St. Louis. À l'âge de sept ou huit ans, il se rend à Love Field, à Dallas, à vélo, pour regarder les avions décoller et atterrir. Il prend des cours de pilotage privé sur un terrain de la côte nord d'Oahu pendant son séjour dans la marine et obtient sa licence de pilote à 17 ans.   
Après les avions monomoteur et multimoteur, Barron Hilton obtient les qualifications de pilote de planeur, de ballon et d’hélicoptère.  
Au milieu des années 1960, Barron Hilton achète avec des amis le Flying-M Ranch dans le comté de Lyon, au Nevada, dont il rachète les autres parts en 1972.Il y entretient une petite flotte d’aéronefs, comprenant des planeurs, des remorqueurs, des avions de voltige, des montgolfières et des biplans anciens restaurés, qu'il a tous pilotés jusqu'en 2012, à l'âge de 84 ans . 
Dans les années 1990, il a hardiment soutenu les premières tentatives de capturer l'un des derniers grands jalons de l'aviation - voler sans escale autour du monde en ballon - avec les campagnes Earthwinds Hilton et Global Hilton. Tout en étant loin de l'objectif ultime, Hilton est réputé pour avoir inspiré les efforts de ceux qui ont réalisé l'exploit. Bertrand Piccard et Brian Jones ont été les premiers à effectuer un vol autour du monde en 1999. Steve Fossett est devenu le premier à effectuer le vol en solo en 2002.  
De 1980 à 2009, Barron Hilton a également hébergé la Barron Hilton Cup, une compétition de vol à voile unique au monde. Les pilotes ayant effectué les vols triangulaires les plus longs au cours de chaque période de deux ans dans six régions du monde ont ainsi été invités à un séjour de vol à voile d'une semaine au Flying M ranch. Le cofondateur Helmut Reichmann, triple champion du monde de vol à voile allemand, a mis au point un système de handicap qui permet aux pilotes pilotant des planeurs plus anciens de rivaliser avec les pilotes de planeurs ultra-performants au design dernier cri. Une fois au Flying M, les lauréats pouvaient voler pour le plaisir aux côtés de champions du monde et de célébrités invitées par Barron Hilton. À partir de 1996, la société EADS a sponsorisé l'événement.  
Au fil des ans, un certain nombre de pilotes notables ont régulièrement rejoint Hilton pour le week-end au Flying M., notamment les artistes John Denver et Cliff Robertson ; les astronautes Neil Armstrong, Gene Cernan, Bill Anders et Ulf Merbold ; et les pilotes d'essai et détenteurs de records Johnny Myers, Clay Lacy, Bruno Gantenbrink, Bob Hoover, Carroll Shelby, Sully Sullenberger et l'aventurier de l'air, de la mer et de la terre, Steve Fossett.  
Le jour du Labour Day 2007, Fossett décolle du Flying M ranch pour ne jamais revenir, victime d'un accident dans la Sierra Nevada. Malgré des recherches intensives, les débris n’ont été découverts qu’au printemps suivant. Le National Transportation Safety Board a déterminé que la ou les causes probables de cet accident étaient "le fait que le pilote se soit trouvé par inadvertance avec des courants descendants dépassant la capacité de montée de l'avion. Les courants descendants, la haute densité et le relief montagneux ont également contribué à l'accident. " L’examen de la cellule et du moteur n’a révélé aucune anomalie ou défaillance susceptible d’empêcher un fonctionnement normal.  
En 2010, le Smithsonian National Air & Space Museum inaugure en son honneur la galerie Barron Hilton des pionniers de l'aviation, présentant des aviateurs comme Lindbergh, Amelia Earhart et les aviateurs de Tuskeegee. La galerie comprend un volet éducation de la petite enfance financé par la Fondation Hilton pour aider les plus jeunes à ressentir le même enthousiasme pour l'aviation que celui qu'il a découvert lorsqu'il était enfant lorsque Lindbergh et Earhart faisaient la une des journaux. 
En 2012, Barron Hilton a fait son entrée à l'International Air & Space Hall of Fame du musée de l'air et de l'espace de San Diego. 
Pour son soutien de toute sa vie à l'aviation, il a reçu la prestigieuse médaille d'or de la Fédération aéronautique internationale en 2009, le même prix décerné à certains de ses amis les plus proches et à ses héros personnels, comme Yeager, Armstrong, Cernan, Jones, Fossett et Lindbergh. lui-même.

## Vie privée
En 1947, Barron Hilton épouse Marilyn June Hawley, avec qui il  reste marié jusqu'à sa mort en 2004. Ils ont huit enfants : William Barron Hilton, Jr. ; Hawley Anne Hilton ; Stephen Michael Hilton ; David Alan Hilton; Sharon Constance Hilton ; Richard Howard Hilton ; Daniel Kevin Hilton; et Ronald Jeffrey Hilton ; William Barron Hilton, Jr. est né en 1948 et Ronald Jeffrey Hilton est né en 1963. Barron Hilton a 15 petits-enfants, dont les filles de Richard Hilton, Paris Hilton et Nicky Hilton Rothschild, et quatre arrière-petits-enfants. Sa résidence principale à Holmby Hills a été conçue dans les années 1930 pour Jay Paley  par l'architecte Paul R. Williams (en). Elle a été utilisée dans les scènes extérieures de Dynastie 2 : Les Colby.
Barron Hilton est décédé à son domicile à Los Angeles le 19 septembre 2019.   

## Voir également
- Liste des joueurs de la Ligue américaine de football
- Temple de la renommée des chargeurs de Los Angeles